# كيث براونر
كيث براونر (بالإنجليزية: Keith Browner)‏ هو لاعب كرة قدم أمريكية أمريكي، ولد في 24 يناير 1962 في وارن في الولايات المتحدة.